# عباس‌آباد (بیرجند)
عباس‌آباد وستایی است در دهستان باقران از توابع بخش مرکزی شهرستان بیرجند، واقع در استان خراسان جنوبی که بر اساس سرشماری سال ۱۳۸۵ مرکز آمار ایران، جمعیت آن بالغ بر ۲۳ نفر (۱۲ خانوار) بوده‌است.